# Улица Твардовского (Балашиха)
У́лица Твардо́вского — улица в микрорайоне Южный города Балашиха Московской области. Названа в честь советского писателя и поэта Александра Трифоновича Твардовского (1910—1971).

## Описание
Является продолжением улицы Карбышева от перекрёстка, к которому с северной стороны подходит улица Некрасова. Направлена в северо-восточном направлении, по ходу постепенно заворачивает на север. В начале улицы с правой стороны находится территория Военно-технического университета при Федеральном агентстве специального строительства (ВТУ). На территории ВТУ в 2006 году был построен храм Святителя Николая, который доступен не только курсантам и преподавателям университета, но и жителям близлежащих кварталов.
На левой стороне улицы расположены жилые дома восточной части микрорайона Южный, построенные в 70-80-х годах 20-го века. На правой стороне высятся жилые корпуса нового квартала (микрорайон 27А), 6 панельных домов которого уже заселены. На северо-востоке квартала завершается строительство трех монолитно-кирпичных 25-этажных башен (жилой комплекс «Южная звезда»).
С левой стороны к улице Твардовского под острым углом примыкает улица Фадеева, которая проходит параллельно шоссе Энтузиастов. Улица Твардовского вливается в шоссе Энтузиастов рядом с торговым центром «Макссити», за которым расположен строительный рынок и территория гаражно-строительного кооператива.

## Здания и сооружения
Нечётная сторона

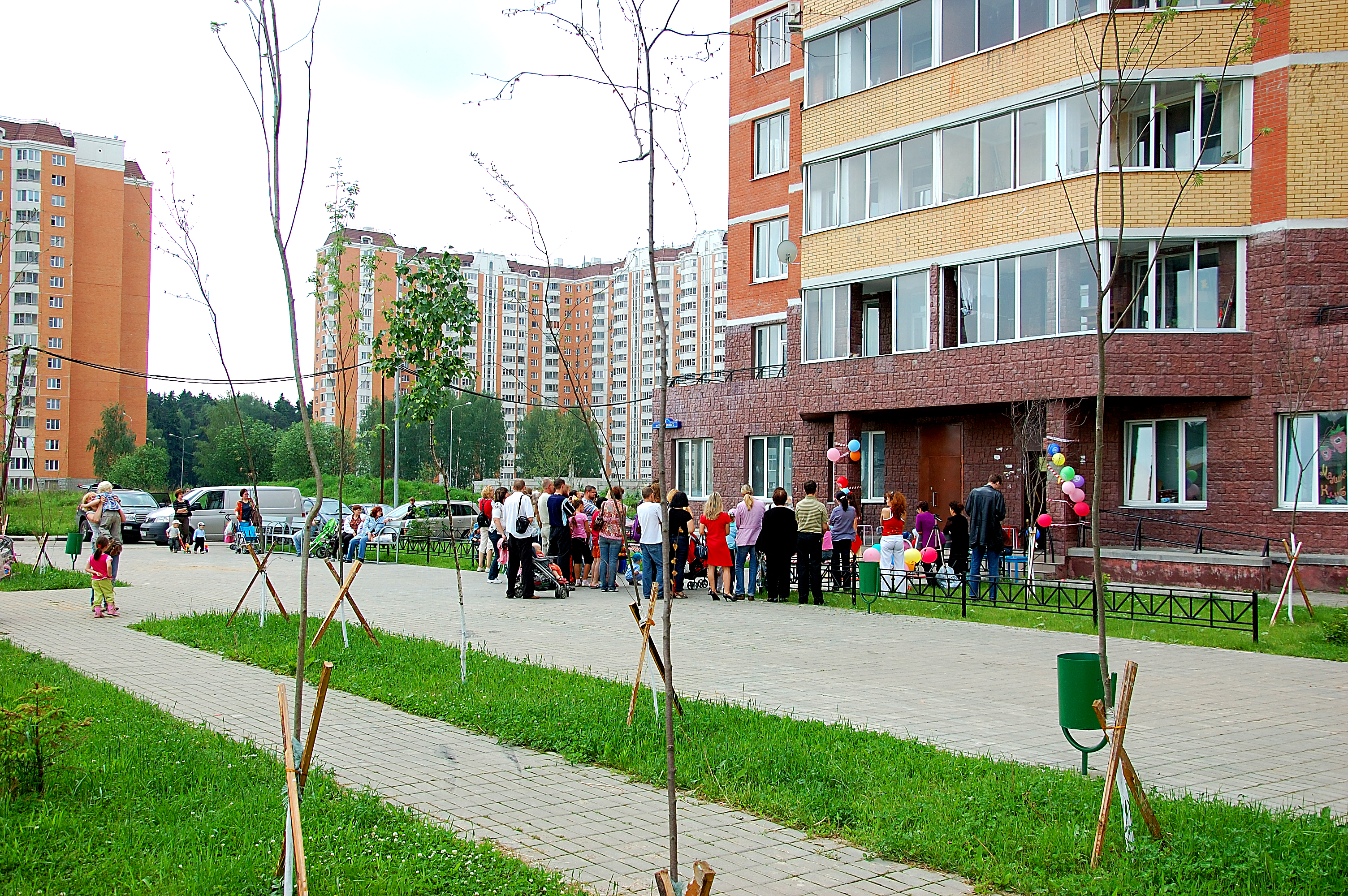
Внутриквартальное пространство на улице Твардовского

- № 1/15 - жилой дом (кирпич, 9 этажей). Находится на пересечении с улицей Некрасова
- №№ 3, 5, 7 - жилые дома (кирпич, 9 этажей). На 1-м этаже дома № 7 расположена городская детская поликлиника № 11
- №№ 13, 15, 17 - жилые дома (панель, 9 этажей)
- № 15А, 19 - жилые дома (кирпич соломенного цвета, 12 этажей)
- № 21 - одноэтажный павильон, в котором расположен продуктовый магазин
- № 23 - жилой дом (кирпич соломенного цвета, 14 этажей)

Чётная сторона
- №№ 10, 12, 16, 18, 20, 22 - жилые дома (панель, 17 этажей, построены в 2002-2003 годах)
- №№ 14, 24 - два недостроенных детских сада
- № 26 - жилой дом (монолитно-кирпичный, 18 этажей, построен в 2002-2008 годах)
- №№ 32, 33, 38 - жилые дома (монолитно-кирпичные, 22 этажа, построены в 2003-2008 годах)

В микрорайоне 27А по проекту помимо жилых корпусов должны быть построены два детских сада и общеобразовательная школа. К строительству детских садов приступили, но так и не закончили. Недостроенные здания теперь нарушают гармоничный вид современных жилых корпусов нового квартала. Строительство школы так и не начиналось.

## Общественный транспорт
По улице Твардовского проходят маршруты общественного транспорта, следующие от конечной остановки около ТЦ «Макссити»
- № 2 — торговый центр «Макссити» — Щёлковское шоссе (кольцевой маршрут, маршрутное такси)
- № 16 — торговый центр «Макссити» — Балашиха-2 (автобус)

## Интересные факты
Одним из наиболее показательных случаев нарушений прав частных соинвесторов (дольщиков жилья) в Балашихе стало строительство на улице Твардовского ЖК «Южная звезда» из трёх 25-этажных монолитных односекционных зданий (корпуса 9, 9А, 9Б, мкр. 27А), которое началось весной 2006 года (первоначальный срок сдачи домов в эксплуатацию — 2-й квартал 2008 года). Первый раз неоконченное строительство было заморожено в октябре 2008 года. В дальнейшем строительство неоднократно то возобновлялось, то снова замораживалось с переносом сроков сдачи в эксплуатацию (2 - 3-й квартал 2010 года, в настоящее время — 2-й квартал 2012 года), став одним из самых знаменитых балашихинских долгостроев.

## Экология
Немного восточнее пересечения улицы Твардовского с шоссе Энтузиастов, за гипермаркетом «МаксСити» (ш. Энтузиастов, 80) находился старый песчаный карьер, со временем заполнившийся водой и превратившийся в пруд в окружении лесного массива. В нём водилась рыба и гнездились водоплавающие птицы. Летом 2011 года вода из него была откачена насосами, а саму котловину засыпали грунтом и строительным мусором. На образовавшейся площадке стали возводить очередной торговый комплекс.